# Bundesliga 2024-25 (Austria)
La temporada 2024-25 fue la 113.ª edición de la Bundesliga de Austria, la máxima categoría del fútbol profesional en Austria. La temporada comenzó el 2 de agosto de 2024 y finalizó el 25 de mayo de 2025.

## Formato de competencia
El torneo se dividió en dos etapas, en la primera etapa o temporada regular los doce clubes se enfrentaron todos contra todos en dos ocasiones (una en campo propio y otra en campo contrario) completando 22 fechas. A continuación en la segunda etapa el torneo se dividió en dos grupos: el Grupo campeonato, que enfrentó a los seis primeros de la temporada regular que lucharon por el título y el Grupo descenso que lo disputaron los equipos ubicados desde la séptima a la duodécima posición de la temporada regular que lucharon por evitar el descenso a la 2. Liga o Erste Liga.
Se jugó bajo el reglamento FIFA con un sistema de puntuación de 3 puntos por victoria, 1 por empate y ninguno en caso de derrota.
Al final, el equipo que sumó más puntos obtuvo el título de campeón de la Bundesliga y la clasificación para la fase de liga de la próxima edición de la Liga de Campeones de la UEFA 2025-26. El segundo clasificado obtuvo una plaza en la segunda ronda clasificatoria de la Liga de Campeones. El tercer clasificado consiguió una plaza en la segunda ronda clasificatoria de la Liga Europa. Por otro lado, el cuarto clasificado del grupo campeonato y los primeros dos equipos del grupo descenso se clasificaron a un play-off para una plaza en la Liga Conferencia. El equipo con menos puntos al término de la liga fue relegado a la Erste Liga (segunda categoría).
Una plaza para la ronda de play-off de la Liga Europa fue asignada al campeón de la Copa de Austria.

## Ascensos y descensos
El SC Austria Lustenau descendió a la 2. Liga de Austria después de finalizar en el último lugar en la Ronda de Descenso 2023-24, poniendo fin a dos temporadas de permanencia en la máxima categoría. Grazer AK ascendió por primera vez tras su refundación en 2012, como campeones de la Segunda Liga de Fútbol de Austria 2023-24, su equipo antecesor participó por última ocasión en la Bundesliga en la temporada 2006-07.
| Pos. | Descendido de la Bundesliga (Austria) 2023-24 |
| ---- | --------------------------------------------- |
| 12.º | SC Austria Lustenau                           |

| Pos. | Ascendido de la 2. Liga de Austria 2023-24 |
| ---- | ------------------------------------------ |
| 1.º  | Grazer AK                                  |

## Equipos participantes
| Club                  | Ciudad     | Estadio                  | Capacidad |
| --------------------- | ---------- | ------------------------ | --------- |
| SK Austria Klagenfurt | Klagenfurt | Wörthersee Stadion       | 32 000    |
| FK Austria Viena      | Viena      | Generali Arena           | 17 500    |
| FC Blau-Weiß Linz     | Linz       | Hofmann Personal Stadion | 5595      |
| Grazer AK             | Graz       | Merkur Arena             | 15 323    |
| TSV Hartberg          | Hartberg   | Stadion Hartberg         | 4500      |
| Linzer ASK            | Linz       | Raiffeisen Arena         | 19 080    |
| SK Rapid Viena        | Viena      | Allianz Stadion          | 28 000    |
| Red Bull Salzburgo    | Salzburgo  | Red Bull Arena           | 30 188    |
| SC Rheindorf Altach   | Altach     | Stadion Schnabelholz     | 8500      |
| SK Sturm Graz         | Graz       | Merkur Arena             | 15 323    |
| Wolfsberger AC        | Wolfsberg  | Lavanttal-Arena          | 7300      |
| WSG Tirol             | Innsbruck  | Tivoli Stadion Tirol     | 17 400    |

## Temporada regular

### Tabla de posiciones
| Pos. | Equipo             | Pts. | PJ | G  | E | P  | GF | GC | Dif. | Clasificación 2025-26 |
| ---- | ------------------ | ---- | -- | -- | - | -- | -- | -- | ---- | --------------------- |
| 1    | Sturm Graz         | 46   | 22 | 14 | 4 | 4  | 51 | 28 | +23  | Grupo Campeonato      |
| 2    | Austria Wien       | 46   | 22 | 14 | 4 | 4  | 36 | 19 | +17  | Grupo Campeonato      |
| 3    | Red Bull Salzburgo | 38   | 22 | 10 | 8 | 4  | 33 | 22 | +11  | Grupo Campeonato      |
| 4    | Wolfsberger AC     | 36   | 22 | 11 | 3 | 8  | 44 | 30 | +14  | Grupo Campeonato      |
| 5    | Rapid Wien         | 34   | 22 | 9  | 7 | 6  | 32 | 24 | +8   | Grupo Campeonato      |
| 6    | Blau-Weiß Linz     | 33   | 22 | 10 | 3 | 9  | 30 | 29 | +1   | Grupo Campeonato      |
| 7    | LASK               | 31   | 22 | 9  | 4 | 9  | 32 | 33 | −1   | Grupo Descenso        |
| 8    | TSV Hartberg       | 26   | 22 | 6  | 8 | 8  | 24 | 31 | −7   | Grupo Descenso        |
| 9    | Austria Klagenfurt | 21   | 22 | 5  | 6 | 11 | 22 | 44 | −22  | Grupo Descenso        |
| 10   | WSG Tirol          | 19   | 22 | 4  | 7 | 11 | 20 | 31 | −11  | Grupo Descenso        |
| 11   | Rheindorf Altach   | 16   | 22 | 3  | 7 | 12 | 20 | 35 | −15  | Grupo Descenso        |
| 12   | Grazer AK          | 16   | 22 | 3  | 7 | 12 | 27 | 45 | −18  | Grupo Descenso        |

 Fuente: BundesLiga, SoccerWay

### Resultados
| Local \ Visitante  | AKL | AWI | BWL | GRA | LSK | RWI | RBS | ALT | STU | HAR | WAG | WSG |
| ------------------ | --- | --- | --- | --- | --- | --- | --- | --- | --- | --- | --- | --- |
| Austria Klagenfurt | —   | 0–1 | 3–1 | 4–2 | 1–2 | 1–1 | 0–0 | 2–2 | 0–2 | 2–2 | 2–1 | 0–3 |
| Austria Wien       | 2–0 | —   | 2–1 | 2–1 | 2–1 | 2–1 | 0–1 | 3–0 | 2–2 | 1–0 | 3–1 | 3–0 |
| Blau-Weiß Linz     | 2–1 | 1–0 | —   | 1–2 | 1–0 | 3–0 | 2–0 | 1–3 | 1–2 | 4–1 | 0–1 | 2–1 |
| Grazer AK          | 0–1 | 1–2 | 2–2 | —   | 0–0 | 1–1 | 2–3 | 1–1 | 1–2 | 0–3 | 3–4 | 2–1 |
| LASK               | 4–0 | 1–3 | 0–0 | 4–2 | —   | 2–1 | 0–1 | 1–2 | 1–2 | 1–1 | 1–5 | 2–1 |
| Rapid Wien         | 2–0 | 2–1 | 0–1 | 3–0 | 1–1 | —   | 3–2 | 5–0 | 1–0 | 2–1 | 1–3 | 2–0 |
| Red Bull Salzburgo | 3–0 | 2–1 | 5–1 | 0–0 | 1–2 | 2–2 | —   | 2–1 | 3–1 | 4–0 | 1–0 | 1–1 |
| Rheindorf Altach   | 2–2 | 1–1 | 0–1 | 1–2 | 1–2 | 0–1 | 1–1 | —   | 1–1 | 0–0 | 2–0 | 1–2 |
| Sturm Graz         | 7–0 | 2–2 | 2–1 | 5–2 | 4–2 | 1–1 | 5–0 | 2–1 | —   | 2–0 | 3–0 | 4–2 |
| TSV Hartberg       | 0–0 | 1–1 | 2–1 | 1–1 | 1–2 | 2–1 | 1–1 | 2–0 | 1–2 | —   | 0–3 | 1–0 |
| Wolfsberger AC     | 4–1 | 0–1 | 1–2 | 4–2 | 2–1 | 1–1 | 0–0 | 2–0 | 3–0 | 2–3 | —   | 1–3 |
| WSG Tirol          | 0–1 | 0–2 | 1–1 | 0–0 | 1–2 | 0–0 | 0–0 | 1–0 | 0–3 | 0–0 | 3–3 | —   |

## Grupo Campeonato

### Tabla de posiciones
| Pos. | Equipo             | Pts. | PJ | G  | E | P  | GF | GC | Dif. | Clasificación                                        |
| ---- | ------------------ | ---- | -- | -- | - | -- | -- | -- | ---- | ---------------------------------------------------- |
| 1    | Sturm Graz (C)     | 40   | 32 | 19 | 6 | 7  | 66 | 39 | +27  | Play-off para la Liga de Campeones                   |
| 2    | Red Bull Salzburgo | 38   | 32 | 16 | 9 | 7  | 53 | 36 | +17  | Segunda ronda clasificatoria de la Liga de Campeones |
| 3    | Austria Wien       | 37   | 32 | 18 | 6 | 8  | 47 | 32 | +15  | Segunda ronda Clasificatoria de la Liga Conferencia  |
| 4    | Wolfsberger        | 37   | 32 | 16 | 7 | 9  | 60 | 38 | +22  | Tercera ronda clasificatoria de la Liga Europa       |
| 5    | Rapid Viena        | 27   | 32 | 12 | 8 | 12 | 43 | 42 | +1   | Play-Offs para la Liga Conferencia                   |
| 6    | Blau-Weiß Linz     | 21   | 32 | 11 | 5 | 16 | 37 | 45 | −8   |                                                      |

 Fuente: Austrian Football Bundesliga
Notas:
1. ↑  Clasificó como campeón de la Copa de Austria 2024-25.

## Grupo Descenso

### Tabla de posiciones
| Pos. | Equipo                 | Pts. | PJ | G  | E  | P  | GF | GC | Dif. | Clasificación                      |
| ---- | ---------------------- | ---- | -- | -- | -- | -- | -- | -- | ---- | ---------------------------------- |
| 1    | LASK (X)               | 38   | 32 | 16 | 6  | 10 | 51 | 36 | +15  | Play-offs para la Liga Conferencia |
| 2    | Hartberg (X)           | 31   | 32 | 11 | 11 | 10 | 40 | 40 | 0    | Play-offs para la Liga Conferencia |
| 3    | Grazer AK              | 20   | 32 | 5  | 13 | 14 | 34 | 54 | −20  |                                    |
| 4    | WSG Tirol              | 20   | 32 | 7  | 9  | 16 | 35 | 50 | −15  |                                    |
| 5    | Rheindorf Altach       | 18   | 32 | 5  | 11 | 16 | 29 | 46 | −17  |                                    |
| 6    | Austria Klagenfurt (D) | 16   | 32 | 6  | 9  | 17 | 33 | 70 | −37  | Descenso a 2. Liga                 |

 Fuente: Austrian Football Bundesliga
Criterios de clasificación: 1) Puntos; 2) Récord de cabeza a cabeza; 3) diferencia de goles; 4) Goles marcados; 5) Partidos ganados; 6) Partidos fuera de casa ganados; 7) Goles de visitante marcados.

## Play-offs para Liga Conferencia

### Semifinal
| 26 de mayo de 2025 | LASK                                       | 2:0 (1:0) | Hartberg | Raiffeisen Arena, Linz        |                               |
| 18:00              | Maximilian Entrup 21' · Andrés Andrade 64' | Reporte   |          | Árbitro(s): Julian Weinberger | Árbitro(s): Julian Weinberger |

### Final
| 29 de mayo de 2025 | LASK                                          | 3:1 (1:1) | Rapid Viena        | Raiffeisen Arena, Linz        |                               |
| 18:00              | Robert Zulj 5', 90+1' · Ismaila Coulibaly 66' | Reporte   | Matthias Seidl 84' | Árbitro(s): Alexander Hankman | Árbitro(s): Alexander Hankman |

| 1 de junio de 2025 | Rapid Viena           | 3:0 (1:0) (Global 4:3) | LASK | Allianz Stadion, Viena         |                                |
| 16:00              | Guido Burgstaller 31' | Reporte                |      | Árbitro(s): Christopher Jäeger | Árbitro(s): Christopher Jäeger |

## Goleadores
- Actualizado al 1 de junio de 2025[6]

| Pos. | Jugador           | Club           | Goles |
| ---- | ----------------- | -------------- | ----- |
| 1    | Ronivaldo         | Blau-Weiß Linz | 14    |
| 2    | Nene Dourgeles    | Salzburgo      | 13    |
| 2    | Maximilian Entrup | LASK           | 13    |
| 3    | Dominik Fitz      | Austria Viena  | 12    |
| 3    | Otar Kiteishvili  | Sturm Graz     | 12    |
| 3    | Patrik Mijić      | Hartberg       | 12    |